# Clive Payne
Clive Edward Payne (* 2. März 1950 in Aylsham) ist ein ehemaliger englischer Fußballspieler.

## Sportlicher Werdegang
Payne entstammt der Jugend von Norwich City und debütierte Ende der 1960er Jahre für den Klub in der Second Division. Unter Trainer Ron Saunders etablierte er sich als Stammkraft in der Defensive des Klubs. In der Spielzeit 1971/72 wurde er mit der Mannschaft knapp vor Birmingham City und dem FC Millwall Zweitligameister, damit stiegen die Canaries erstmals in der Vereinsgeschichte in die First Division auf. Während die Mannschaft dort gegen den Abstieg spielte, erreichte sie im Wettbewerb um den League Cup 1972/73 sowie den Texaco Cup 1972/73 jeweils das Endspiel. An der Seite von Dave Stringer, Duncan Forbes und Max Briggs verpasste er gegen Tottenham Hotspur respektive Ipswich Town den Titel. Dabei hatte er im Hinspiel um den Texaco Cup nach zwischenzeitlichem 0:2-Rückstand den Ehrentreffer erzielt, trotz Treffer von David Cross ging das Rückspiel jedoch ebenso mit 1:2 verloren.
Während der Erstligasaison 1973/74, die mit dem Abstieg der Canaries als Tabellenschlusslicht endete, wechselte Payne kurz vor Jahresende 1973 in die Third Division zum AFC Bournemouth. In der Drittligasaison 1974/75 verpasste er mit den Cherries den Klassenerhalt, nach anhaltenden Verletzungsproblemen beendete er jedoch nach der Viertligaspielzeit 1975/76 nach über 200 Profispielen seine Karriere.